# Vila Meã (Amarante)
Vila Meã é uma vila portuguesa, sede da Freguesia de Vila Meã do Município de Amarante, freguesia com 10,97 km² de área e 4557 habitantes (censo de 2021), tendo, por isso, uma densidade populacional de 415,4 hab./km².
A principal povoação da freguesia, Vila Meã, foi elevada à categoria de vila em 1 de fevereiro de 1988.
Situada no vale do Rio Odres, é integrada pelas antigas freguesias de Ataíde, Oliveira e Real. O centro vilameanense é Ataíde e Real. É o segundo maior núcleo urbano do município.

## História
Vila Meã aparece referida, nas inquirições gerais de 1220, como um lugar da freguesia de Real. Constituiu a sede do antigo concelho de Santa Cruz de Riba Tâmega, que existiu entre 1513 e 1855. Com a extinção deaquele concelho, Vila Meã passou a fazer parte do concelho de Amarante.
A área urbana da povoação de Vila Meã entretanto expandiu-se para além dos limites da freguesia de Real, passando também a ocupar as freguesias de Ataíde e Oliveira. A povoação foi elevada à categoria de vila a 1 de fevereiro de 1988.
Foi constituída freguesia em 2013, com a designação de "União das Freguesias de Real, Ataíde e Oliveira", no âmbito de uma reforma administrativa nacional, pela agregação das antigas freguesias de Real, Ataíde e Oliveira, com sede em Real.
A freguesia passou a designar-se "Vila Meã", sendo a nova denominação aprovada pela Assembleia da República a 17 de abril de 2015, e publicada pela Lei n.º 48/2015 de 5 de Junho, no Diário da República.

## Demografia
A população registada nos censos foi:
| Distribuição da População por Grupos Etários | Distribuição da População por Grupos Etários | Distribuição da População por Grupos Etários | Distribuição da População por Grupos Etários | Distribuição da População por Grupos Etários |
| -------------------------------------------- | -------------------------------------------- | -------------------------------------------- | -------------------------------------------- | -------------------------------------------- |
| Ano                                          | 0-14 Anos                                    | 15-24 Anos                                   | 25-64 Anos                                   | > 65 Anos                                    |
| 2001                                         | 1082                                         | 884                                          | 2903                                         | 594                                          |
| 2011                                         | 783                                          | 665                                          | 2799                                         | 759                                          |
| 2021                                         | 499                                          | 519                                          | 2546                                         | 993                                          |

À data da junção das freguesias, a população registada no censo anterior (2011) foi:
| Freguesia atual | Freguesia atual  | Freguesia atual | Freguesias antigas | Freguesias antigas | Freguesias antigas |
| Freguesia       | População (2011) | Área (km²)      | Freguesia          | População (2011)   | Área (km²)         |
| --------------- | ---------------- | --------------- | ------------------ | ------------------ | ------------------ |
| Vila Meã        | 5006             | 10,97           | Real               | 3142               | 6,4                |
| Vila Meã        | 5006             | 10,97           | Ataíde             | 1 002              | 1,61               |
| Vila Meã        | 5006             | 10,97           | Oliveira           | 862                | 2,96               |

## Património
- Estádio Municipal de Vila Meã
- Piscinas Municipais de Vila Meã
- Antigos Paços do Concelho
- Biblioteca Municipal de Vila Meã
- Ponte do Caminho-de-Ferro de Vila Meã
- Paços do Concelho
- Diversos solares como:
- Casa da Cruz
- Casa da Costa
- Casa do Carvalho
- Casa de Santa Cruz
- Casa do Marmoiral

- Monumentos religiosos:

Capela S. Brás,  Capela de S. Roque, Capela de Santo António, Capela do Menino Deus (em ruínas) 
Igreja velha de Real,
Capela da Feira,
Capela de Pinheiro,
Capela de S.Rita.
Brasão da antiga freguesia de Oliveira - Também existe

## Segurança e assistência
- Bombeiros Voluntários de Vila Meã
- Associação Emília da Conceição Babo (https://aecbabo.com/)
- Centro Social e Cultural  da Paróquia do Divino Salvador de Real
- Unidade de Saúde de Vila Meã
- Associação de Beneficência de Vila Meã

## Economia
- Associação Empresarial de Vila Meã

## Comunicação Social
- Jornal de Vila Meã

### Actividades de Tempos Livres
- Praia Fluvial do Rio Odres

### Desporto e Lazer
- Atlético Clube de Vila Meã. Este clube tem feito sucesso nos últimos anos, chegando mesmo a ser por quatro anos, a equipa mais representativa do concelho de Amarante. Esteve presente na 2ª Divisão Nacional por duas épocas. Equipa de vermelho e preto.
- Centro Columbófilo de Vila Meã
- Clube de Caça e Pesca de Vila Meã
- CrossFit G
- Piscinas Municipais de Vila Meã
- Grupo Coral, Desportivo e Recreativo Estrelas da Paz
- MCVM - Moto Clube de Vila Meã

## Recreio e Cultura
- Grupo de Cantares e Danças de Santa Cruz de Ribatâmega
- Grupo Folclórico de Santa Cruz de Vila Meã
- Associação Cultural e Recreativa Cavaquinhos de Vila Meã
- Grupo Vallis (Organização juvenil) - https://grupovallis20.wixsite.com/vallis

Festividades
Festa do Menino Jesus (1.º domingo de janeiro) - Real
Festa em honra do São Brás (3 de fevereiro) - Real
Festa em honra do São Pedro (29 de junho se for ao fim de semana ou fim de semana a seguir ao dia 29 de junho) - Ataíde
Festa em honra de São Paio (1º domingo de agosto) - Oliveira
Festa em honra de São Raimundo e Divino Salvador (último domingo de agosto) - Real

## Educação
- Jardim de infância: Ataíde e Real
- Escolas de 1ºciclo : Ataíde, Oliveira, Real
- Externato de Vila Meã (2ºciclo, 3º ciclo e ensino secundário)

## Transportes

### Comboio
- É transporte público preferido da população, através do serviço regional e suburbano da Linha do Douro. O comboio é um transporte muito utilizado pelos vilameanenses, pois esta via é um eixo de ligação com o grande Porto, bem como as cidades mais próximas de Penafiel, Marco de Canaveses e Paredes. A via-férrea é uma marca da localidade, pois acompanha a vila bem pelo seu centro, e ao longo de toda a sua extensão, na qual exitem uma estação, no centro de Vila Meã e um apeadeiro, em Oliveira.

### Autocarros
- Várias empresas fazem serviço local para os concelhos vizinhos de Penafiel e Marco de Canaveses e também para a sede de concelho, Amarante, não esquecendo o transporte para os locais em redor da vila. O autocarro assume assim um papel fundamental junto da população, principalmente a mais idosa e a mais jovem.

## Hidrografia
- É atravessada em toda a extensão da vila, pelo rio Odres.

## Personalidades Ilustres
- Agustina Bessa-Luís, criadora literária.
- Amadeo de Souza Cardoso, pintor ilustre.
- Zé do Telhado, homem que roubava aos ricos para dar aos pobres.
- Acacio Lino - Pintor e retratista
- Ana Guedes da Costa - Enfermeira com acção destacada durante a pneumónia
- Raymundo Pereira de Magalhães - Empresário com forte ação social.